# New Braintree (Massachusetts)
New Braintree é uma vila localizada no condado de Worcester no estado estadounidense de Massachusetts. No Censo de 2010 tinha uma população de 999 habitantes e uma densidade populacional de 18,41 pessoas por km².

## História
Antes de ser povoada por residentes realocados de Braintree, Massachusetts, New Braintree foi habitada por muitos grupos de nativos americanos por pelo menos 9.000 anos.

## Geografia
New Braintree encontra-se localizado nas coordenadas 42° 19′ 09″ N, 72° 07′ 51″ O. Segundo o Departamento do Censo dos Estados Unidos, New Braintree tem uma superfície total de 54.25 km², da qual 53.84 km² correspondem a terra firme e (0.75%) 0.41 km² é água.

## Demografia
Segundo o censo de 2010, tinha 999 pessoas residindo em New Braintree. A densidade populacional era de 18,41 hab./km². Dos 999 habitantes, New Braintree estava composto pelo 97.5% brancos, o 0.4% eram afroamericanos, o 0.4% eram amerindios, o 0.6% eram asiáticos, o 0% eram insulares do Pacífico, o 0.1% eram de outras raças e o 1% pertenciam a duas ou mais raças. Do total da população o 0.8% eram hispanos ou latinos de qualquer raça.